# Ingemar Johansson
Ingemar Johansson (Gotemburgo; 22 de setembro de 1932 — Onsala; 30 de janeiro de 2009) foi um pugilista sueco.

Conquistou uma medalha de prata nos Jogos Olímpicos de 1952 ao ser derrotado na final pelo Ed Sanders, foi campeão da Europa em 1956 e campeão mundial de pesos-pesados em 1959, depois de ter derrotado Floyd Patterson.